# Nati nel 1938/Gennaio
| Questa pagina contiene informazioni ricavate automaticamente dalle voci biografiche con l'ausilio del template Bio e di un bot. L'aggiornamento è periodico e automatico e ricostruisce completamente la pagina. Se manca una persona in questa lista, sei pregato di non aggiungerla, ma accertati piuttosto che la sua voce biografica contenga il template Bio e che i dati anagrafici siano correttamente compilati. Se il template Bio manca, inseriscilo tu stesso o, in alternativa, metti l'avviso {{tmp\|Bio}} che ne segnala la mancanza. Se i dati riportati sono sbagliati, correggi direttamente la voce biografica; le modifiche saranno visibili in questa lista entro pochi giorni. Per chiarimenti vedi il progetto biografie. La lista contiene solo le 254 persone che sono citate nell'enciclopedia e per le quali è stato implementato correttamente il template Bio. Pagina aggiornata al 18 ago 2025. |

- 1º gennaio - Neil Connery, attore britannico († 2021)
- 1º gennaio - Bill Emerson, politico statunitense († 1996)
- 1º gennaio - Gimax, pilota automobilistico italiano († 2021)
- 1º gennaio - Robert Jankel, designer britannico († 2005)
- 1º gennaio - Frank Langella, attore statunitense
- 1º gennaio - Fu'ad Ma'sum, politico iracheno
- 1º gennaio - Betty Missiego, cantante spagnola
- 1º gennaio - Guido Postiglione, ex calciatore italiano
- 1º gennaio - Dario Stolfa, calciatore e allenatore di calcio italiano († 2020)
- 1º gennaio - Masaharu Ueda, direttore della fotografia giapponese († 2025)
- 1º gennaio - Jole Zanetti, scrittrice italiana
- 2 gennaio - Mario Ardizzon, calciatore e allenatore di calcio italiano († 2012)
- 2 gennaio - David Bailey, fotografo britannico
- 2 gennaio - Lynn Conway, informatica, inventrice e attivista statunitense († 2024)
- 2 gennaio - Piero Craveri, storico e politico italiano († 2023)
- 2 gennaio - Farouk El-Baz, geologo e astronomo egiziano
- 2 gennaio - Massimo Foschi, attore e doppiatore italiano
- 2 gennaio - Goh Kun, politico sudcoreano
- 2 gennaio - Hans Herbjørnsrud, scrittore norvegese († 2023)
- 2 gennaio - Nando Murolo, attore italiano
- 2 gennaio - Franco Nicolini, ex calciatore italiano
- 2 gennaio - Nodar Akhalkatsi, calciatore e allenatore di calcio sovietico († 1998)
- 2 gennaio - Bohumil Němeček, pugile cecoslovacco († 2010)
- 2 gennaio - Hermann Josef Roth, teologo, biologo e storico tedesco
- 2 gennaio - Robert Smithson, scultore e pittore statunitense († 1973)
- 2 gennaio - Stanislav Tereba, fotografo cecoslovacco († 2023)
- 2 gennaio - Luigi Trevisan, calciatore italiano († 2020)
- 3 gennaio - Ove Andersson, pilota di rally e dirigente sportivo svedese († 2008)
- 3 gennaio - Fulvio Balatti, canottiere italiano († 2001)
- 3 gennaio - Tom Bower, attore statunitense († 2024)
- 3 gennaio - Robin Butler, funzionario inglese
- 3 gennaio - Kel Carruthers, pilota motociclistico australiano
- 3 gennaio - Antonio Mundo, politico italiano († 2024)
- 3 gennaio - Yoshiko Satō, ex nuotatrice giapponese
- 3 gennaio - Dan Vadis, attore e culturista statunitense († 1987)
- 3 gennaio - Hubert Vogelsinger, allenatore di calcio e saggista austriaco († 2023)
- 4 gennaio - Dulcídio Boschilia, arbitro di calcio brasiliano († 1998)
- 4 gennaio - Gianni Crea, regista e sceneggiatore italiano
- 4 gennaio - Scilla Gabel, attrice italiana
- 4 gennaio - Boris Grišin, ex pallanuotista sovietico
- 4 gennaio - Riccardo Margheriti, politico italiano
- 4 gennaio - Jim Norton, attore irlandese
- 4 gennaio - Jozef Obert, calciatore cecoslovacco († 2020)
- 4 gennaio - Shin Jung-hyeon, chitarrista, cantautore e produttore discografico sudcoreano
- 4 gennaio - Eddie Southern, ostacolista e velocista statunitense († 2023)
- 5 gennaio - E.J. Holub, giocatore di football americano statunitense († 2019)
- 5 gennaio - Juan Carlos I di Spagna, sovrano spagnolo
- 5 gennaio - Piet Kruiver, calciatore olandese († 1989)
- 5 gennaio - Jim Otto, giocatore di football americano statunitense († 2024)
- 5 gennaio - Eberhard Pfisterer, ex calciatore tedesco
- 5 gennaio - Ngugi wa Thiong'o, scrittore, poeta e drammaturgo keniota († 2025)
- 5 gennaio - Christine Wodetzky, attrice tedesca († 2004)
- 6 gennaio - Adriano Celentano, cantante, showman e attore italiano
- 6 gennaio - William E. Connolly, politologo statunitense
- 6 gennaio - Giampaolo Fabris, sociologo italiano († 2010)
- 6 gennaio - Jozef Golonka, ex hockeista su ghiaccio cecoslovacco
- 6 gennaio - Karl-Heinz Kunde, ciclista su strada tedesco († 2018)
- 6 gennaio - David Lim, ex pallanuotista singaporiano
- 6 gennaio - Luca Luchetti, scultore e pittore italiano († 1993)
- 6 gennaio - Dragoș Nosievici, cestista e allenatore di pallacanestro rumeno († 2014)
- 6 gennaio - Cesare Pisani, chimico e fisico italiano († 2011)
- 6 gennaio - Mario Rodríguez Cobos, scrittore argentino († 2010)
- 6 gennaio - Larisa Efimovna Šepit'ko, regista sovietica († 1979)
- 6 gennaio - Francesco Signor, basso italiano
- 6 gennaio - Hermann Stöcker, calciatore tedesco orientale († 2022)
- 6 gennaio - Vasyl' Stus, poeta e attivista ucraino († 1985)
- 6 gennaio - Stefano Torossi, compositore, arrangiatore e direttore d'orchestra italiano
- 6 gennaio - Mario Usellini, politico e imprenditore italiano
- 7 gennaio - Rauno Aaltonen, pilota automobilistico e pilota di rally finlandese
- 7 gennaio - Dario Baruffi, calciatore e allenatore di calcio italiano († 2024)
- 7 gennaio - Aída Bortnik, sceneggiatrice, drammaturga e giornalista argentina († 2013)
- 7 gennaio - Gianvito Geotti, calciatore italiano († 2023)
- 7 gennaio - Lena Granhagen, attrice svedese
- 7 gennaio - Amfilohije Radović, arcivescovo ortodosso montenegrino († 2020)
- 7 gennaio - Ross Sutton, arciere e schermidore australiano († 2000)
- 7 gennaio - Roland Topor, illustratore, paroliere e drammaturgo francese († 1997)
- 7 gennaio - Keith Wiegard, pallanuotista e calciatore australiano († 1992)
- 8 gennaio - Federico Boido, attore e artista italiano († 2014)
- 8 gennaio - Antonio Colonnello, attore teatrale e doppiatore italiano († 2005)
- 8 gennaio - Mimmo Dabbrescia, fotoreporter e fotografo italiano
- 8 gennaio - Bobby Ferguson, calciatore e allenatore di calcio inglese († 2018)
- 8 gennaio - Albert Hauf, filologo, critico letterario e traduttore spagnolo
- 8 gennaio - David Kaminsky, ex cestista e allenatore di pallacanestro israeliano
- 8 gennaio - Evgenij Evgen'evič Nesterenko, basso russo († 2021)
- 9 gennaio - Giuliano Calore, ciclista, scrittore e musicista italiano
- 9 gennaio - Nobuhiko Obayashi, regista e sceneggiatore giapponese († 2020)
- 9 gennaio - Uberto Siola, architetto e politico italiano
- 9 gennaio - Josif Vitebs'kyj, schermidore sovietico († 2024)
- 9 gennaio - Stuart Woods, scrittore statunitense († 2022)
- 9 gennaio - Kira Borisovna Šingareva, geografa e astronoma russa († 2013)
- 10 gennaio - Lois Capps, politica statunitense
- 10 gennaio - Donald Knuth, informatico statunitense
- 10 gennaio - Josef Koudelka, fotografo ceco
- 10 gennaio - Frank Mahovlich, ex hockeista su ghiaccio canadese
- 10 gennaio - Willie McCovey, giocatore di baseball statunitense († 2018)
- 10 gennaio - Samir Khalil Samir, filosofo, islamista e teologo egiziano
- 10 gennaio - Jürgen Simon, pistard tedesco († 2003)
- 10 gennaio - Leo Valeriano, cantautore, attore e doppiatore italiano
- 10 gennaio - Carlo Vitrano, lottatore italiano († 2020)
- 10 gennaio - Elza İbrahimova, compositrice sovietica († 2012)
- 11 gennaio - Fischer Black, economista statunitense († 1995)
- 11 gennaio - Alberto Lanteri, ex schermidore argentino
- 11 gennaio - Giuliano Mauri, artista italiano († 2009)
- 11 gennaio - Giuseppe Molinari, arcivescovo cattolico italiano
- 11 gennaio - Peris Persi, geografo e geologo italiano
- 11 gennaio - Arthur Scargill, sindacalista e politico britannico
- 11 gennaio - Sadegh Sharafkandi, attivista iraniano († 1992)
- 11 gennaio - Marcello Stefanini, politico italiano († 1994)
- 12 gennaio - Anna Kisselgoff, giornalista, critica musicale e danzatrice statunitense
- 12 gennaio - Giuseppe Luongo, docente, geologo e politico italiano
- 12 gennaio - Luis Omedes, slittinista e canottiere spagnolo († 2022)
- 12 gennaio - Alan Rees, pilota automobilistico britannico († 2024)
- 12 gennaio - Gildo Siorpaes, ex bobbista, sciatore alpino e allenatore di sci alpino italiano
- 13 gennaio - Daevid Allen, chitarrista, cantante e compositore australiano († 2015)
- 13 gennaio - Richard Anthony, cantante francese († 2015)
- 13 gennaio - Cabu, fumettista e disegnatore francese († 2015)
- 13 gennaio - Sandra Church, attrice statunitense
- 13 gennaio - William B. Davis, attore canadese
- 13 gennaio - Billy Gray, attore statunitense
- 13 gennaio - Tord Grip, ex calciatore, allenatore di calcio e dirigente sportivo svedese
- 13 gennaio - Domenico Romeo, biochimico italiano
- 13 gennaio - Kåre Rønnes, allenatore di calcio e ex calciatore norvegese
- 14 gennaio - Francesco Aspesi, imprenditore, glottologo e orientalista italiano († 2020)
- 14 gennaio - Gust Avrakotos, agente segreto statunitense († 2005)
- 14 gennaio - Enea Cerquetti, politico italiano († 2021)
- 14 gennaio - Gilberto Elsa, nuotatore italiano († 1985)
- 14 gennaio - Morihiro Hosokawa, politico giapponese
- 14 gennaio - Jack Jones, cantante e attore statunitense († 2024)
- 14 gennaio - Andrej Ivanovič Ladynin, regista sovietico († 2011)
- 14 gennaio - Gino Malvestio, vescovo cattolico e missionario italiano († 1997)
- 14 gennaio - Adalberto Maria Merli, attore, doppiatore e scrittore italiano
- 14 gennaio - Giorgia Moll, attrice e cantante italiana
- 14 gennaio - Indira Nath, immunologa indiana († 2021)
- 14 gennaio - Billie Jo Spears, cantante statunitense († 2011)
- 14 gennaio - Allen Toussaint, musicista, compositore e produttore discografico statunitense († 2015)
- 15 gennaio - Fausta Garavini, scrittrice e francesista italiana
- 15 gennaio - Ermes Nadalin, allenatore di calcio e calciatore italiano († 2015)
- 15 gennaio - Francesco Porcari, artista e pittore italiano († 2017)
- 15 gennaio - Franco Rusticali, medico e politico italiano († 2015)
- 15 gennaio - Nil Yalter, artista turca
- 15 gennaio - Gianni Zonin, imprenditore e banchiere italiano
- 16 gennaio - Lou Angotti, allenatore di hockey su ghiaccio e hockeista su ghiaccio canadese († 2021)
- 16 gennaio - Giorgio Carta, politico italiano († 2020)
- 16 gennaio - Angela, cantante, paroliera e attrice italiana
- 16 gennaio - Robert Lipsyte, scrittore e giornalista statunitense
- 16 gennaio - Lauro César Muniz, sceneggiatore, autore televisivo e drammaturgo brasiliano
- 16 gennaio - Michael Pataki, attore statunitense († 2010)
- 16 gennaio - Marcello Perracchio, attore italiano († 2017)
- 16 gennaio - Jô Soares, conduttore televisivo, scrittore e umorista brasiliano († 2022)
- 16 gennaio - Mestre Suassuna, artista marziale brasiliano
- 16 gennaio - Carlo Maria di Borbone-Due Sicilie, principe († 2015)
- 17 gennaio - John Bellairs, romanziere statunitense († 1991)
- 17 gennaio - Toini Gustafsson, ex fondista svedese
- 17 gennaio - Tang Jiaxuan, diplomatico e politico cinese
- 17 gennaio - David Theile, ex nuotatore australiano
- 17 gennaio - Zhu Xijuan, attrice cinese
- 18 gennaio - Hassiba Ben Bouali, rivoluzionaria algerina († 1957)
- 18 gennaio - Tommaso Dragotto, imprenditore italiano
- 18 gennaio - Filippo Fiandrotti, politico italiano († 2016)
- 18 gennaio - Anthony Giddens, sociologo e politologo britannico
- 18 gennaio - Paul G. Kirk, avvocato e politico statunitense
- 18 gennaio - Anatolij Kolesov, lottatore sovietico († 2012)
- 18 gennaio - Guido Martinotti, sociologo italiano († 2012)
- 18 gennaio - Pietro Paolo Menzietti, politico italiano († 2016)
- 18 gennaio - Werner Olk, ex calciatore e allenatore di calcio tedesco
- 19 gennaio - Aurelio Amendola, fotografo italiano
- 19 gennaio - Franco Caldara, ex giocatore di curling italiano
- 19 gennaio - Giulia De Mutiis, cantante e paroliera italiana († 1984)
- 19 gennaio - Paola Orlandi, cantautrice italiana († 2025)
- 19 gennaio - Fabio Piccioni, sceneggiatore e regista italiano
- 19 gennaio - Bruno Siciliano, ex calciatore brasiliano
- 20 gennaio - Armando Calaminici, politico italiano
- 20 gennaio - Derek Dougan, calciatore nordirlandese († 2007)
- 20 gennaio - Makio Hasuike, designer, architetto e imprenditore giapponese
- 21 gennaio - Ivan Bordi, pallanuotista rumeno († 2021)
- 21 gennaio - Romano Fogli, calciatore e allenatore di calcio italiano († 2021)
- 21 gennaio - Leonid Jačmenëv, allenatore di pallacanestro sovietico († 2021)
- 21 gennaio - Nicholas Phillips, avvocato e giudice britannico
- 21 gennaio - John Savident, attore britannico († 2024)
- 22 gennaio - Altair Gomes de Figueiredo, calciatore brasiliano († 2019)
- 22 gennaio - Paolo Angioni, cavaliere italiano
- 22 gennaio - Peter Beard, fotografo statunitense († 2020)
- 22 gennaio - Aldo Belleni Morante, matematico italiano († 2009)
- 22 gennaio - Joaquín Enseñat, ex cestista spagnolo
- 22 gennaio - Joe Esposito, scrittore statunitense († 2016)
- 22 gennaio - Francesco Gurrieri, architetto italiano
- 22 gennaio - Martin Kjølholdt, calciatore norvegese († 1989)
- 22 gennaio - Manfred Rummel, calciatore e allenatore di calcio tedesco († 2017)
- 22 gennaio - Jean Taillandier, ex calciatore francese
- 23 gennaio - Giant Baba, wrestler e giocatore di baseball giapponese († 1999)
- 23 gennaio - Georg Baselitz, pittore e scultore tedesco
- 23 gennaio - Virginio Costa, ex calciatore italiano
- 23 gennaio - Nino Filastò, avvocato e scrittore italiano († 2021)
- 23 gennaio - Theo-Ben Gurirab, politico namibiano († 2018)
- 23 gennaio - Robert Huscher, bobbista statunitense († 2024)
- 23 gennaio - Anatolij Marčenko, scrittore e attivista sovietico († 1986)
- 24 gennaio - José Cestero, cestista portoricano († 2014)
- 24 gennaio - Julius Hemphill, sassofonista e compositore statunitense († 1995)
- 24 gennaio - Pete McCaffrey, cestista statunitense († 2012)
- 24 gennaio - Yoram Taharlev, poeta, paroliere e scrittore israeliano († 2022)
- 24 gennaio - Gyula Török, pugile ungherese († 2014)
- 24 gennaio - Tarif Khalidi, storico, islamista e arabista palestinese
- 25 gennaio - Betico Croes, attivista e politico olandese († 1986)
- 25 gennaio - Antonio D'Agostino, regista italiano († 2025)
- 25 gennaio - Aut Erickson, hockeista su ghiaccio e allenatore di hockey su ghiaccio canadese († 2010)
- 25 gennaio - Shōtarō Ishinomori, fumettista giapponese († 1998)
- 25 gennaio - Etta James, cantante statunitense († 2012)
- 25 gennaio - Leiji Matsumoto, fumettista e animatore giapponese († 2023)
- 25 gennaio - Vladimir Semënovič Vysockij, cantautore, attore e poeta sovietico († 1980)
- 26 gennaio - Henry Jaglom, regista, attore e sceneggiatore inglese
- 26 gennaio - Paul Slovic, psicologo statunitense
- 26 gennaio - Tibor Szalay, ex calciatore ungherese
- 27 gennaio - António Chainho, chitarrista e compositore portoghese
- 27 gennaio - Helen Chenoweth-Hage, politica statunitense († 2006)
- 27 gennaio - Lando Fiorini, attore, cantante e cabarettista italiano († 2017)
- 27 gennaio - Romolo Forlai, musicista, paroliere e fotografo italiano († 2025)
- 27 gennaio - Michele Forte, politico italiano († 2016)
- 27 gennaio - Raul Gil, showman, attore e cantante brasiliano
- 27 gennaio - Maureen Giles, nuotatrice australiana
- 27 gennaio - Ron Holmberg, ex tennista statunitense
- 27 gennaio - Mario Malausa, carabiniere italiano († 1963)
- 27 gennaio - Mary Anne Marchino, nuotatrice statunitense († 2021)
- 27 gennaio - Jean-Francois Marquet, filosofo, storico della filosofia e traduttore francese († 2017)
- 27 gennaio - Silvano Merkuza, ex calciatore italiano
- 27 gennaio - Ruy Ohtake, architetto brasiliano († 2021)
- 27 gennaio - Viktor Ždanovič, ex schermidore sovietico
- 27 gennaio - Włodzimierz Śpiewak, calciatore polacco († 1997)
- 28 gennaio - Piero Agnetti, pittore italiano
- 28 gennaio - Nabih Berri, politico libanese
- 28 gennaio - William Christian, ex hockeista su ghiaccio statunitense
- 28 gennaio - Tomas Lindahl, chimico svedese
- 28 gennaio - Stefan Stojkov, cestista bulgaro († 2013)
- 28 gennaio - Leonid Žabotyns'kyj, sollevatore sovietico († 2016)
- 29 gennaio - Samuele Bacchiocchi, teologo italiano († 2008)
- 29 gennaio - Ubaldo Balbi, calciatore italiano († 2022)
- 29 gennaio - Aminah Cendrakasih, attrice indonesiana († 2022)
- 29 gennaio - Michele De Luca, politico italiano
- 29 gennaio - Giorgio Falck, imprenditore, ingegnere e velista italiano († 2004)
- 29 gennaio - Ingrid Künzel, ex nuotatrice tedesca
- 29 gennaio - Shūji Tsurumi, ex ginnasta giapponese
- 30 gennaio - Francesca Cortesi Bosco, storica dell'arte italiana († 2017)
- 30 gennaio - Ugo Fangareggi, attore italiano († 2017)
- 30 gennaio - Islom Karimov, politico uzbeko († 2016)
- 30 gennaio - Paul Neumann, ex cestista statunitense
- 30 gennaio - Norma Jean, cantante statunitense
- 30 gennaio - Yutaka Toyama, maestro di karate giapponese
- 30 gennaio - Ernesto Veronelli, tenore italiano
- 31 gennaio - Chris Burford, ex giocatore di football americano statunitense
- 31 gennaio - Lynn Carlin, attrice statunitense
- 31 gennaio - Salvatore Di Naro, maestro di scherma italiano
- 31 gennaio - Leonardo Fioravanti, designer, ingegnere e imprenditore italiano
- 31 gennaio - Giuseppe Lavorato, politico italiano
- 31 gennaio - Beatrice dei Paesi Bassi, regina olandese
- 31 gennaio - James G. Watt, politico statunitense († 2023)